# Sperlinga
Sperlinga – miejscowość i gmina we Włoszech, w regionie Sycylia, w prowincji Enna.
Według danych na rok 2004 gminę zamieszkiwały 963 osoby, 16,6 os./km².